# Suro (Muara Beliti)
Suro is een bestuurslaag in het regentschap Musi Rawas van de provincie Zuid-Sumatra, Indonesië. Suro telt 3154 inwoners (volkstelling 2010).